# Giro del Capo
El Giro del Capo fue una carrera ciclista por etapas sudafricana, que se disputaba en el mes de marzo. 
Desde su primera edición en 1992 hasta 1995 fue amateur. De 1996 al 2008 fue profesional: primero en la categoría 2.5 y desde la creación de los Circuitos Continentales UCI en 2005 formando parte del UCI Africa Tour, dentro de la categoría 1.2 (última categoría del profesionalismo). En el 2009 se disputó a modo de 4 carreras independientes denominadas Giro del Capo Challenge, como carreras profesionales de categoría 1.2. (igualmente última categoría del profesionalismo). A partir del 2010 volvió a ser amateur por etapas y su siguiente edición ya no se llegó a disputar.
Siempre tuvo entre 4 y 6 etapas.

## Palmarés
En amarillo: edición amateur.
| Año                      | Ganador               | Segundo               | Tercero              |
| ------------------------ | --------------------- | --------------------- | -------------------- |
| Giro del Capo            |                       |                       |                      |
| 1992                     | Andrew MacLean        | Bandera de ?          | Bandera de ?         |
| 1993                     | Andrew MacLean        | Willy Engelbrecht     | Mikhail Teteriouk    |
| 1994                     | Andrew MacLean        | Bandera de ?          | Bandera de ?         |
| 1995                     | Michael Andersson     | Bandera de ?          | Bandera de ?         |
| 1996                     | Scott Mercier         | Andrew MacLean        | Serguei Ivanov       |
| 1997                     | Andrew MacLean        | Matthew White         | Paul Brosnan         |
| 1998                     | Timothy David Jones   | Harald Morscher       | Salvatore Commesso   |
| 1999                     | Davy Dubbeldam        | David George          | Nicolas White        |
| 2000                     | Nicolas White         | Kosie Loubser         | Jac-Louis Van Wyck   |
| 2001                     | Piotr Chmielewski     | Nicolas White         | Lubor Tesař          |
| 2002                     | David George          | Daniel Spence         | Piotr Chmielewski    |
| 2003                     | David George          | Darren Lill           | Jacobus Odendaal     |
| 2004                     | David George          | Neil MacDonald        | Lubor Tesař          |
| 2005                     | Tiaan Kannemeyer      | Ryan Cox              | David Kopp           |
| 2006                     | Peter Velits          | David George          | Ryan Cox             |
| 2007                     | Aleksandr Yefimkin    | Félix Cárdenas        | David George         |
| 2008                     | Christian Pfannberger | Christopher Froome    | Jacques Van Rensburg |
| Giro del Capo Challenge  |                       |                       |                      |
| 2009 (Giro del Capo I)   | Robert Hunter         | Christoff Van Heerden | Johann Rabie         |
| 2009 (Giro del Capo II)  | Christopher Froome    | Jay Robert Thomson    | Daryl Impey          |
| 2009 (Giro del Capo III) | Steve Cummings        | Johann Rabie          | Dennis Van Niekerk   |
| 2009 (Giro del Capo IV)  | Arran Brown           | Robert Hunter         | Nolan Hoffman        |
| Giro del Capo            |                       |                       |                      |
| 2010                     | David George          | Kevin Evans           | Burry Stander        |

## Palmarés por países
Solamente se contemplan las del Giro del Capo (no las del Giro del Capo Challenge).
| País           | Victorias |
| -------------- | --------- |
| Sudáfrica      | 10        |
| Suecia         | 1         |
| Estados Unidos | 1         |
| Zimbabue       | 1         |
| Países Bajos   | 1         |
| Polonia        | 1         |
| Eslovaquia     | 1         |
| Rusia          | 1         |
| Austria        | 1         |